# Argentina na Letních olympijských hrách 1936
Argentina se účastnila Letní olympiády 1936 v německém Berlíně v 8 sportech. Zastupovalo ji 51 sportovců (50 mužů a 1 žena).

## Medailové pozice
| Medaile | Jméno                                                       | Sport     | Disciplína              |
| ------- | ----------------------------------------------------------- | --------- | ----------------------- |
| Zlato   | Oscar Casanovas                                             | Box       | váha pérová             |
| Zlato   | Manuel Andrada Roberto Cavanagh Luis Duggan Andrés Gazzotti | Pólo      | družstvo mužů           |
| Stříbro | Jeannette Campbell                                          | Plavání   | ženy 100 m volný způsob |
| Stříbro | Guillermo Lovell                                            | Box       | váha těžká              |
| Bronz   | Francisco Resiglione                                        | Box       | váha polotěžká          |
| Bronz   | Raúl Villarreal                                             | Box       | váha střední            |
| Bronz   | Julio Curatella Horacio Podestà                             | Veslování | muži Coxless Pairs      |